# SremmLife 2
Albums de Rae Sremmurd
SremmLife
(2015)
Singles
1. By Chance
Sortie : 13 février 2016
2. Look Alive
Sortie : 14 avril 2016
3. Black Beatles
Sortie : 13 septembre 2016

SremmLife 2 est le second album studio du duo américain Rae Sremmurd, sorti le 19 août 2016 sous les labels EarDrummers Entertainment et Interscope Records.

## Liste des titres
| Edition standard | Edition standard                     | Edition standard | Edition standard                          | Edition standard | Edition standard | Edition standard | Edition standard | Edition standard | Edition standard |
| No               | Titre                                | Auteur | Producteurs                               | Durée            |                  |                  |                  |                  |                  |
| ---------------- | ------------------------------------ | --- | ----------------------------------------- | ---------------- | ---------------- | ---------------- | ---------------- | ---------------- | ---------------- |
| 1.               | Start a Party                        | - Aaquil Brown - Khalif Brown - Asheton Hogan - Pierre Slaughter                                                                                          | - Pluss - P-Nazty                         | 3:35             |                  |                  |                  |                  |                  |
| 2.               | Real Chill (featuring Kodak Black)   | - A. Brown - K. Brown - Samuel Gloade - Michael Williams II - Dieuson Octave                                                                              | - 30 Roc - Mike Will Made It              | 4:27             |                  |                  |                  |                  |                  |
| 3.               | By Chance                            | - A. Brown - K. Brown - Williams II - Braylin Bowman | - Mike Will Made It - Resource            | 3:43             |                  |                  |                  |                  |                  |
| 4.               | Look Alive                           | - A. Brown - K. Brown - Williams II - Jiovanni Romano - Rashod Odom                                                                                       | - Shod - Louie Ji - Mike Will Made It     | 3:48             |                  |                  |                  |                  |                  |
| 5.               | Black Beatles (featuring Gucci Mane) | - A. Brown - K. Brown - Williams II - Radric Davis | Mike Will Made It                         | 4:51             |                  |                  |                  |                  |                  |
| 6.               | Shake It Fast (featuring Juicy J)    | - A. Brown - K. Brown - Williams II - Bryce Smith - Stephen Hybicki - Jordan Houston                                                                      | - The Sauce - Mike Will Made It - B.Smith | 4:03             |                  |                  |                  |                  |                  |
| 7.               | Set the Roof (featuring Lil Jon)     | - A. Brown - K. Brown - Williams II - Rudolph Taylor - Lonnie Simmons - Charlie Wilson - Robert Wilson - Ronnie Wilson - Dijon McFarlane - Jonathan Smith | - Mike Will Made It - DJ Mustard          | 3:25             |                  |                  |                  |                  |                  |
| 8.               | Came a Long Way                      | - A. Brown - K. Brown - Jordan Hutchins - Adrian McKinnon                                                                                                 | The Martianz                              | 4:00             |                  |                  |                  |                  |                  |
| 9.               | Now That I Know                      | - A. Brown - K. Brown - Williams II - Kenny Sparks - Marcus Bell                                                                                          | - Mike Will Made It - Scooly - Sparxxx    | 4:04             |                  |                  |                  |                  |                  |
| 10.              | Take It or Leave It                  | - A. Brown - K. Brown - Williams II - Vaquan Wilkins | - Mike Will Made It - HighDefRazjah       | 3:31             |                  |                  |                  |                  |                  |
| 11.              | Do Yoga                              | - A. Brown - K. Brown - Williams II - Bell - Bowman | - Mike Will Made It - Scooly - Resource   | 3:58             |                  |                  |                  |                  |                  |
| 43:24            |                                      | |                                           |                  |                  |                  |                  |                  |                  |

| Titres bonus – édition deluxe | Titres bonus – édition deluxe   | Titres bonus – édition deluxe                                                         | Titres bonus – édition deluxe        | Titres bonus – édition deluxe | Titres bonus – édition deluxe | Titres bonus – édition deluxe | Titres bonus – édition deluxe | Titres bonus – édition deluxe | Titres bonus – édition deluxe |
| No                            | Titre                           | Auteur                                                                                | Producteurs                          | Durée                         |                               |                               |                               |                               |                               |
| ----------------------------- | ------------------------------- | ------------------------------------------------------------------------------------- | ------------------------------------ | ----------------------------- | ----------------------------- | ----------------------------- | ----------------------------- | ----------------------------- | ----------------------------- |
| 12.                           | Over Here (featuring Bobo Swae) | - A. Brown - K. Brown - Williams II - Slaughter - Andre Harris - Marquel Middlebrooks | - Mike Will Made It - P-Nazty - Marz | 4:42                          |                               |                               |                               |                               |                               |
| 13.                           | Swang                           | - A. Brown - K. Brown - Slaughter                                                     | P-Nazty                              | 3:28                          |                               |                               |                               |                               |                               |
| 14.                           | Just Like Us                    | - A. Brown - K. Brown - Williams II - Hogan                                           | - Mike Will Made It - Pluss          | 4:06                          |                               |                               |                               |                               |                               |
| 55:40                         |                                 |                                                                                       |                                      |                               |                               |                               |                               |                               |                               |

| Titres bonus – édition Target | Titres bonus – édition Target | Titres bonus – édition Target                    | Titres bonus – édition Target | Titres bonus – édition Target | Titres bonus – édition Target | Titres bonus – édition Target | Titres bonus – édition Target | Titres bonus – édition Target | Titres bonus – édition Target |
| No                            | Titre                         | Auteur                                           | Producteurs                   | Durée                         |                               |                               |                               |                               |                               |
| ----------------------------- | ----------------------------- | ------------------------------------------------ | ----------------------------- | ----------------------------- | ----------------------------- | ----------------------------- | ----------------------------- | ----------------------------- | ----------------------------- |
| 15.                           | Patti Cake                    | - A. Brown - K. Brown - Middlebrooks - Slaughter | - Marz - P-Nazty              | 3:51                          |                               |                               |                               |                               |                               |
| 16.                           | Pole Code                     | - A. Brown - K. Brown - Middlebrooks             | Marz                          | 3:31                          |                               |                               |                               |                               |                               |
| 1:04:00                       |                               |                                                  |                               |                               |                               |                               |                               |                               |                               |

## Samples
- Set the Roof contient un sample de I Don't Believe You Want To Get Up And Dance (Oops), écrit par Lonnie Simmons, Charlie Wilson, Robert Wilson, Ronnie Wilson and Rudolph Taylor et interprété par The Gap Band.
- Black Beatles contient un sample de Hey Ya! d'André 3000 d'OutKast.